# Voorloop (techniek)

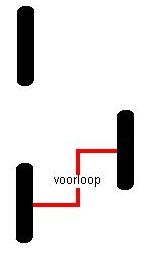
Schematische weergave

Voorloop is de afstand tussen de as van het achterwiel en de as van het zijspanwiel bij een zijspancombinatie.
Bij combinaties zonder meesturend zijspanwiel is deze afstand gerelateerd aan de spoorbreedte. Voorloop is enerzijds nodig om het voorover duiken van het zijspan tegen te gaan, en mag anderzijds niet te groot zijn om het sturen niet tegen te werken.
Als het zijspanwiel naast het achterwiel zou staan, zou een zijspancombinatie rijden als een auto zonder rechter voorwiel. Men kan zich voorstellen dat de rechterkant dan regelmatig voorover zou duiken en zelfs de grond zou raken.
Als het zijspanwiel te ver naar voren staat, werkt het de besturing tegen. Het zijspanwiel wil dan alleen rechtuit gaan. Dit zou te vergelijken zijn met een auto waarvan alleen het linker voorwiel stuurt en het rechter niet.